# Aenigmodes
Aenigmodes là một chi bướm đêm thuộc họ Crambidae.